# Зильбершмидт, Моисей Григорьевич
Моисей Григорьевич Зильбершмидт (Илья Серов; 1897, Мелитопольский уезд, Таврическая губерния — май 1920, Коктебель) — российский революционер. Член РКП(б) с 1918 года.

## Биография
Родился в 1897 году в Мелитопольском уезде Таврической губернии в бедной еврейской семье. Окончил четырёхклассную школу.
Во время Первой мировой войны был мобилизован в Русскую императорскую армию и проходил службу в кавалерийских войсках. Демобилизовался в конце 1917 года и переехал в Херсон, где работал фармацевтом. В 1918 году вступил в РКП(б). Являлся членом Херсонского губисполкома. Принимал участие в борьбе с отрядами Никифора Григорьева в 1918 году.
В конце 1919 года оказался в Крыму, где занимался подпольной деятельностью против сил Добровольческой армии. Решением Крымского подпольного обкома РКП(б) в феврале 1920 года он был направлен в Севастополь. Зильбершмидт на месте руководил подпольной большевистской ячейкой и подпольным ревкомом.
В конце мая 1920 года отправился на подпольную конференцию РКП(б) в Коктебель, где был убит во время перестрелки с представителями белых.